# Curling-Weltmeisterschaft der Damen 2000

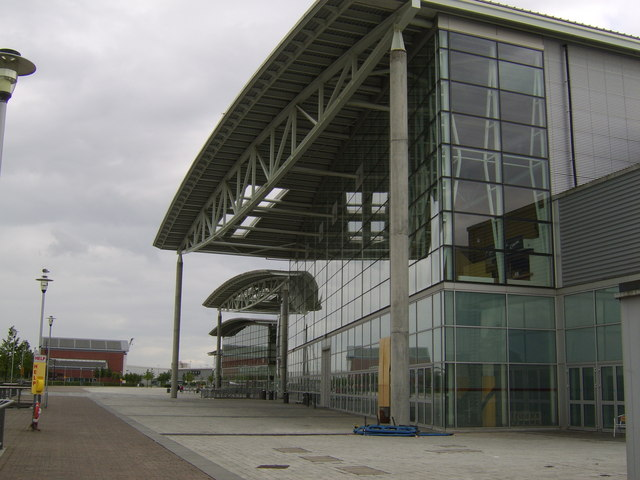
Die Braehead Arena in Renfrewshire.

Die Curling-Weltmeisterschaft der Damen 2000 (offiziell: Ford World Women’s Curling Championship 2000) war die 22. Austragung der Welttitelkämpfe im Curling der Damen. Das Turnier kehrte vom 1. bis 9. April des Jahres in das Curling-Ursprungsland Schottland nach Glasgow zurück. Die Partien der Weltmeisterschaft fanden in der Braehead Arena in Renfrewshire, rund 20 südlich von Glasgow, statt.
Nach einem 3. und 5. Platz bei den letzten beiden Weltmeisterschaften gelang Rekordweltmeister Kanada gegen die Schweizerinnen der elfte Titelgewinn. Die Gastgeberinnen aus Schottland unterlagen im Spiel um die Bronzemedaille gegen die Norwegerinnen.
Gespielt wurde ein Rundenturnier (Round Robin), was bedeutet, dass Jeder gegen jeden antritt. 

## Teilnehmende Nationen
| Dänemark | Deutschland | Frankreich | Japan | Kanada |
| --- | --- | --- | --- | --- |
| Hvidovre CC, Hvidovre Skip: Lene Bidstrup Third: Malene Krause Second: Susanne Slotsager Lead: Avijaja Petri Ersatz: Lisa Richardson | Füssen CC, Füssen Skip: Petra Tschetsch Third: Daniela Jentsch Second: Karin Fischer Lead: Gesa Angrick Ersatz: Elisabeth Ländle              | Saint-Gervais CC, Saint-Gervais-les-Bains Skip: Audé Bénie Third: Stéphanie Jaccaz Second: Fabienne Morand Lead: Sandrine Morand Ersatz: Laure Mutazzi | Kitami CC, Kitami Skip: Yukari Okazaki Third: Emi Fujiwara Second: Shinobu Aota Lead: Eriko Minatoya Ersatz: Kotomi Ishizaki | Richmond WC, Vancouver Skip: Kelley Law Third: Julie Skinner Second: Georgina Wheatcroft Lead: Diane Nelson Ersatz: Cheryl Noble |
| Norwegen | Schottland | Schweden | Schweiz | Vereinigte Staaten |
| Snarøen CC, Oslo Skip: Dordi Nordby Third: Hanne Woods Second: Marianne Aspelin Lead: Cecilie Torhaug Ersatz: Kristin Tøsse Løvseth  | Reform & Greenacres CC, Renfrewshire Skip: Rhona Martin Third: Margaret Morton Second: Fiona MacDonald Lead: Janice Watt Ersatz: Deborah Knox | Umeå CK, Umeå Skip: Elisabet Gustafson Third: Katarina Nyberg Second: Louise Marmont Lead: Elisabeth Persson Ersatz: Christina Bertrup                 | Bern CC, Bern Skip: Luzia Ebnöther Third: Nicole Strausak Second: Tanya Frei Lead: Nadia Raspe Ersatz: Laurence Bidaud       | Duluth CC, Duluth Skip: Amy Wright Third: Amy Becher Second: Joni Cotten Lead: Natalie Simenson Ersatz: Corina Marquardt         |

## Tabelle der Round Robin
| Schlüssel | Schlüssel                       |
| --------- | ------------------------------- |
|           | Qualifiziert für das Halbfinale |

| Platz | Team               | Spiele | Siege | Ndlg. |
| ----- | ------------------ | ------ | ----- | ----- |
| 1.    | Kanada             | 9      | 7     | 2     |
| 2.    | Norwegen           | 9      | 7     | 2     |
| 3.    | Schweiz            | 9      | 6     | 3     |
| 4.    | Schottland         | 9      | 6     | 3     |
| 5.    | Schweden           | 9      | 5     | 4     |
| 6.    | Dänemark           | 9      | 4     | 5     |
| 7.    | Deutschland        | 9      | 4     | 5     |
| 8.    | Vereinigte Staaten | 9      | 4     | 5     |
| 9.    | Japan              | 9      | 2     | 7     |
| 10.   | Frankreich         | 9      | 0     | 9     |

## Ergebnisse der Round Robin

### Runde 1
| Begegnung           | Resultat |
| ------------------- | -------- |
| Frankreich – Kanada | 4:9      |

| Begegnung                     | Resultat |
| ----------------------------- | -------- |
| Vereinigte Staaten – Dänemark | 8:5      |

| Begegnung        | Resultat |
| ---------------- | -------- |
| Schweden – Japan | 9:7      |

| Begegnung              | Resultat |
| ---------------------- | -------- |
| Norwegen – Deutschland | 9:2      |

| Begegnung            | Resultat |
| -------------------- | -------- |
| Schottland – Schweiz | 2:10     |

### Runde 2
| Begegnung              | Resultat |
| ---------------------- | -------- |
| Deutschland – Dänemark | 5:11     |

| Begegnung          | Resultat |
| ------------------ | -------- |
| Schweiz – Schweden | 6:5      |

| Begegnung                       | Resultat |
| ------------------------------- | -------- |
| Frankreich – Vereinigte Staaten | 2:8      |

| Begegnung          | Resultat |
| ------------------ | -------- |
| Japan – Schottland | 1:9      |

| Begegnung         | Resultat |
| ----------------- | -------- |
| Kanada – Norwegen | 9:5      |

### Runde 3
| Begegnung             | Resultat |
| --------------------- | -------- |
| Schweden – Frankreich | 13:5     |

| Begegnung        | Resultat |
| ---------------- | -------- |
| Japan – Norwegen | 6:10     |

| Begegnung             | Resultat |
| --------------------- | -------- |
| Dänemark – Schottland | 8:10     |

| Begegnung        | Resultat |
| ---------------- | -------- |
| Schweiz – Kanada | 6:5      |

| Begegnung                        | Resultat |
| -------------------------------- | -------- |
| Vereinigte Staaten – Deutschland | 4:8      |

### Runde 4
| Begegnung                   | Resultat |
| --------------------------- | -------- |
| Kanada – Vereinigte Staaten | 7:6      |

| Begegnung               | Resultat |
| ----------------------- | -------- |
| Schottland – Frankreich | 9:2      |

| Begegnung             | Resultat |
| --------------------- | -------- |
| Deutschland – Schweiz | 8:3      |

| Begegnung        | Resultat |
| ---------------- | -------- |
| Dänemark – Japan | 10:2     |

| Begegnung           | Resultat |
| ------------------- | -------- |
| Norwegen – Schweden | 7:6      |

### Runde 5
| Begegnung       | Resultat |
| --------------- | -------- |
| Japan – Schweiz | 1:8      |

| Begegnung                     | Resultat |
| ----------------------------- | -------- |
| Norwegen – Vereinigte Staaten | 8:7      |

| Begegnung             | Resultat |
| --------------------- | -------- |
| Schottland – Schweden | 9:4      |

| Begegnung                | Resultat |
| ------------------------ | -------- |
| Deutschland – Frankreich | 7:5      |

| Begegnung         | Resultat |
| ----------------- | -------- |
| Dänemark – Kanada | 1:8      |

### Runde 6
| Begegnung                | Resultat |
| ------------------------ | -------- |
| Schottland – Deutschland | 6:8      |

| Begegnung          | Resultat |
| ------------------ | -------- |
| Dänemark – Schweiz | 11:6     |

| Begegnung             | Resultat |
| --------------------- | -------- |
| Norwegen – Frankreich | 6:3      |

| Begegnung         | Resultat |
| ----------------- | -------- |
| Kanada – Schweden | 7:3      |

| Begegnung                  | Resultat |
| -------------------------- | -------- |
| Japan – Vereinigte Staaten | 2:11     |

### Runde 7
| Begegnung           | Resultat |
| ------------------- | -------- |
| Dänemark – Norwegen | 7:8      |

| Begegnung              | Resultat |
| ---------------------- | -------- |
| Schweden – Deutschland | 13:3     |

| Begegnung      | Resultat |
| -------------- | -------- |
| Japan – Kanada | 4:6      |

| Begegnung                       | Resultat |
| ------------------------------- | -------- |
| Schottland – Vereinigte Staaten | 8:7      |

| Begegnung            | Resultat |
| -------------------- | -------- |
| Schweiz – Frankreich | 9:4      |

### Runde 8
| Begegnung                     | Resultat |
| ----------------------------- | -------- |
| Vereinigte Staaten – Schweden | 6:12     |

| Begegnung           | Resultat |
| ------------------- | -------- |
| Kanada – Schottland | 6:9      |

| Begegnung          | Resultat |
| ------------------ | -------- |
| Schweiz – Norwegen | 6:5      |

| Begegnung             | Resultat |
| --------------------- | -------- |
| Frankreich – Dänemark | 4:9      |

| Begegnung           | Resultat |
| ------------------- | -------- |
| Deutschland – Japan | 6:8      |

### Runde 9
| Begegnung             | Resultat |
| --------------------- | -------- |
| Norwegen – Schottland | 8:7      |

| Begegnung          | Resultat |
| ------------------ | -------- |
| Frankreich – Japan | 6:7      |

| Begegnung            | Resultat |
| -------------------- | -------- |
| Kanada – Deutschland | 8:7      |

| Begegnung                    | Resultat |
| ---------------------------- | -------- |
| Vereinigte Staaten – Schweiz | 8:6      |

| Begegnung           | Resultat |
| ------------------- | -------- |
| Schweden – Dänemark | 9:3      |

## Play-off

### Turnierbaum
|  | Halbfinale | Halbfinale | Halbfinale |   |        | Finale                      | Finale                      | Finale                      |
|  |            |            |            |   |        |                             |                             |                             |
|  |            |            |            |   |        |                             |                             |                             |
|  | 1          | Kanada     | 10         |   |        |                             |                             |                             |
|  | 4          | Schottland | 6          |   |        |                             |                             |                             |
|  |            |            |            | 1 | Kanada | 7                           |                             |                             |
|  |            |            |            |   | 3      | Schweiz                     | 6                           |                             |
|  | 2          | Norwegen   | 4          |   |        |                             |                             |                             |
|  | 3          | Schweiz    | 5          |   |        | Spiel um die Bronzemedaille | Spiel um die Bronzemedaille | Spiel um die Bronzemedaille |
|  |            |            |            |   |        | 2                           | Norwegen                    | 10                          |
|  | 4          | Schottland | 5          |   |        |                             |                             |                             |
|  |            |            |            |   |        |                             |                             |                             |

### Halbfinale
| Begegnung           | Resultat |
| ------------------- | -------- |
| Kanada – Schottland | 10:6     |

| Begegnung          | Resultat |
| ------------------ | -------- |
| Norwegen – Schweiz | 4:5      |

### Spiel um die Bronzemedaille
| Begegnung           | Resultat |
| ------------------- | -------- |
| Norwegen – Dänemark | 10:5     |

### Finale
| Team    |  | 1 | 2 | 3 | 4 | 5 | 6 | 7 | 8 | 9 | 10 | Gesamt |
| ------- |  | - | - | - | - | - | - | - | - | - | -- | ------ |
| Schweiz |  | 0 | 2 | 0 | 1 | 0 | 1 | 0 | 0 | 2 | 0  | 6      |
| Kanada  |  | 1 | 0 | 2 | 0 | 1 | 0 | 1 | 1 | 0 | 1  | 7      |

## Endstand
| Platz | Land               |
| ----- | ------------------ |
| 1     | Kanada             |
| 2     | Schweiz            |
| 3     | Norwegen           |
| 4     | Schottland         |
| 5     | Schweden           |
| 6     | Dänemark           |
| 7     | Deutschland        |
| 8     | Vereinigte Staaten |
| 9     | Japan              |
| 10    | Frankreich         |